# Старорусский краеведческий музей
Старорусский краеведческий музей находится в городе Старая Русса на Монастырской площади (ранее имени Тимура Фрунзе), занимает помещения бывшего Спасо-Преображенского монастыря XII века. С 1966 года входит в состав Новгородского музея-заповедника (Старорусский филиал).

## История
Первый краеведческий музей в Старой Руссе был открыт 19 сентября 1920 года. Инициаторами его создания выступили известный художник В. С. Сварог, историк и краевед М. И. Полянский и школьная учительница М. В. Васильева, которая стала первым директором музея. Он занимал несколько комнат верхнего этажа в здании бывшей земской управы на пересечении улицы Петроградской (ныне Санкт-Петербургской) и Липового бульвара (ныне — Советская набережная). Экспозицию составляли всего три отдела: художественный, естественно-исторический и археологический. Главной составляющей музея стали вещи из национализированных усадеб старорусских помещиков: князя Васильчикова, графа Беннигсена, графа Зурова. Картинная галерея открылась 23 апреля 1922 года в здании Народного дома (ныне Крестецкая улица).
В 1930-е годы краеведческий музей и картинная галерея расположились в Воскресенском соборе.
В годы Великой Отечественной войны немецкие войска приспособили собор под конюшню. В ходе боевых действий он получил весьма значительные повреждения. 
18 февраля 1964 года, опять же по общественной инициативе, музей снова открылся в здании Никольской церкви. Первым директором вновь открытого музея стала Людмила Васильевна Красовская. В 1966 году краеведческий музей вошёл в состав Новгородского историко-архитектурного музея-заповедника. В 1974 году музей переехал в помещения Спасо-Преображенского монастыря.
К осмотру посетителей представлены следующие постоянные экспозиции:
- Литература и театр в истории культуры Старой Руссы (действует с января 1978 года, расположена в бывшей церкви Рождества)[1]
- Находки археологов в городе Старая Русса (действует с июня 1976 года[2]) На выставке представлены материалы раскопок под руководством А. Ф. Медведева,В. Г. Мироновой и Е. В. Тороповой.
- История Спасо-Преображенского монастыря
- Картинная галерея

Фрагменты экспозиции музея
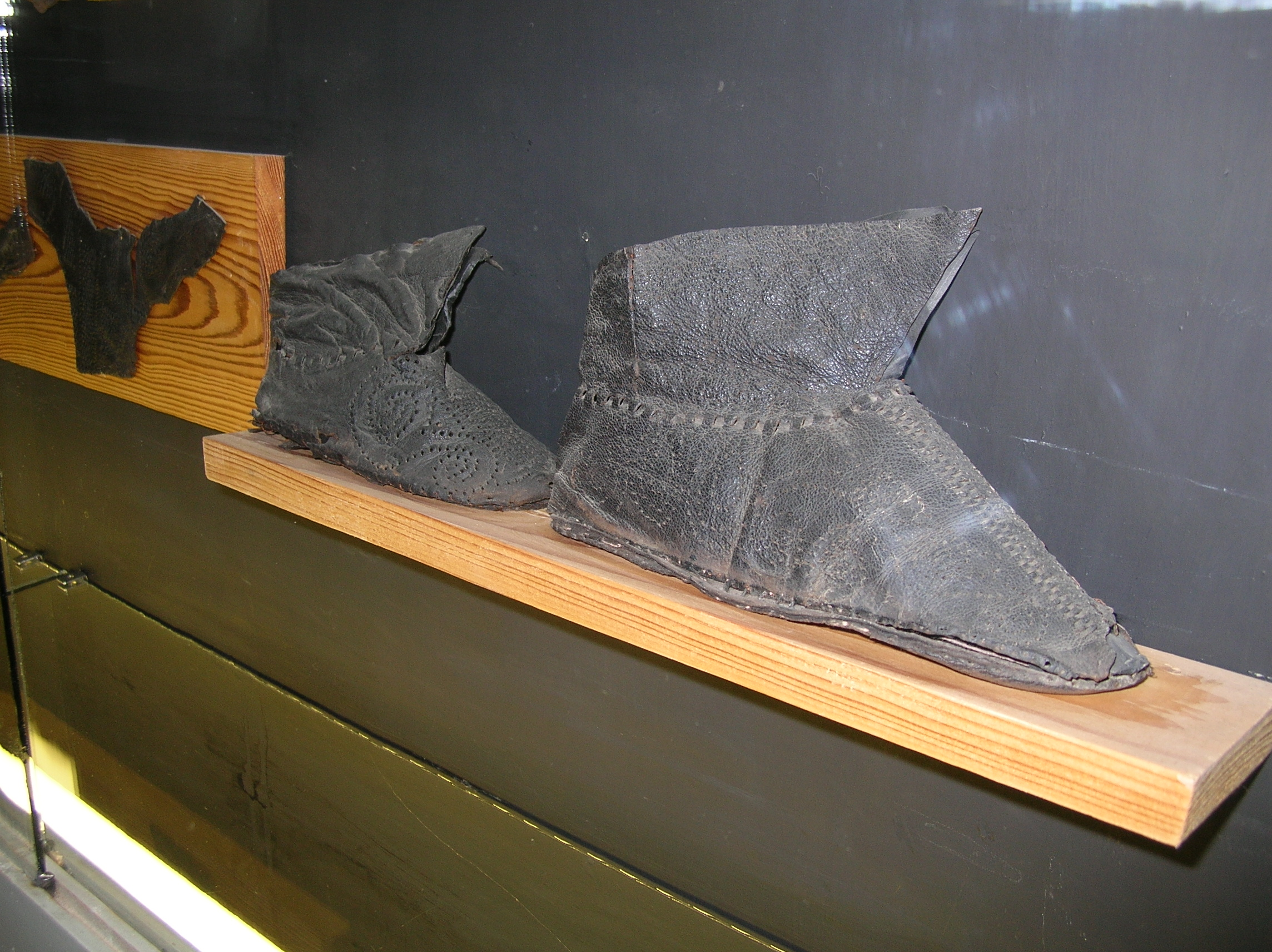
Кожаная обувь
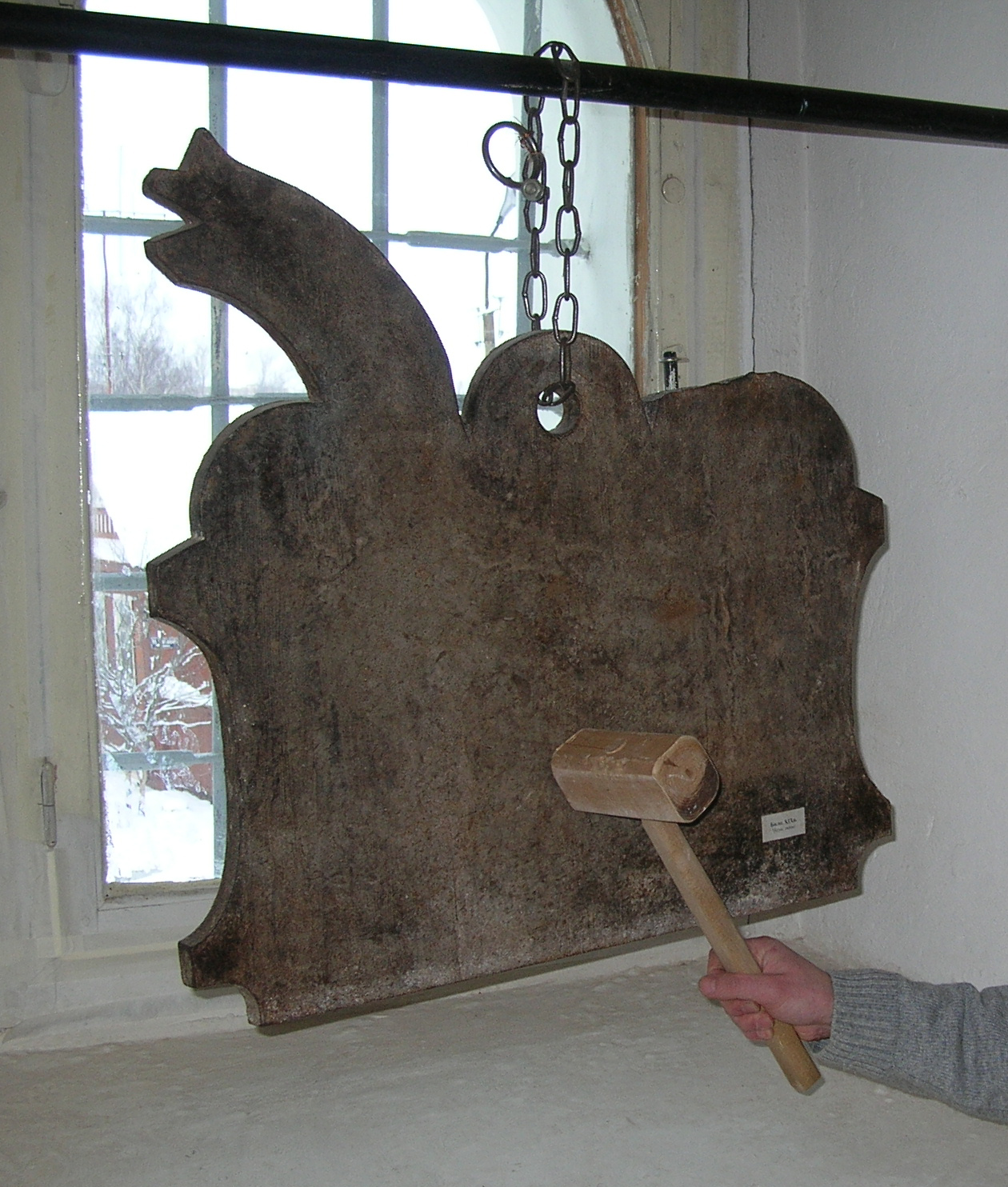
Металлическое било
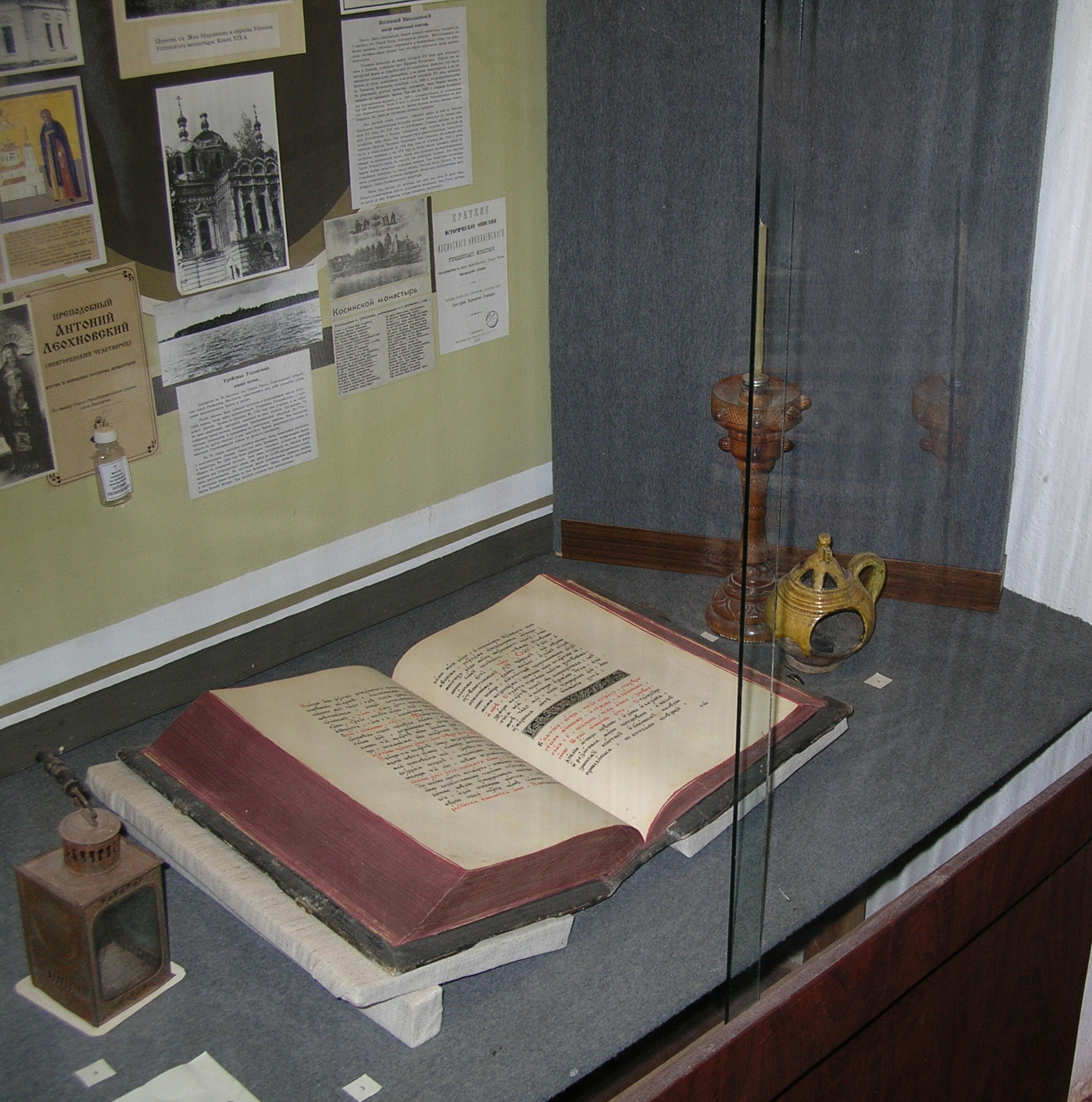